# Neko Case
Neko Case (Vorname sprich: Niko; * 8. September 1970 in Alexandria, Virginia) ist eine US-amerikanische Singer-Songwriterin. 

## Karriere
Sie begann ihre Karriere in Vancouver (Kanada), wo sie nach der Schule in Tacoma ein Grafikdesign-Studium am Emily Carr Institute of Art and Design aufnahm. Sie spielte in mehreren lokalen Bands (u. a. Cub) Schlagzeug und wurde Mitglied der Band Maow. Dort spielte sie Schlagzeug und sang eine eigentümliche Mischung aus Punk und Country. Zunächst tourte sie darauf unter dem Namen Neko Case and Her Boyfriends.
Ein Jahr nach Erscheinen der einzigen Maow-CD (The Unforgiving Sounds of Maow) veröffentlichte Case ihr erstes Solo-Album im Country-Stil, noch geprägt von Cover-Versionen (The Virginian). Es folgte ein Duett-Album mit der kanadischen Singer-Songwriterin Carolyn Mark unter dem Band-Namen Corn Sisters (The Other Woman), das Case und Mark live in Seattle aufgenommen haben. Den Durchbruch schaffte Neko Case dann 2000 mit dem Album Furnance Room Lullaby. Für ihr Album Blacklisted zwei Jahre später, erhielt sie weltweit gute Kritiken. Im Jahr 2001 nahm Case nach eigener Aussage in ihrer Küche eine EP (Canadian Amp) auf, ein Unplugged-Album vor allem mit Cover-Versionen (unter anderem Neil Youngs Dreaming Man).
Im Jahr 2000 formte sich in Vancouver die Band The New Pornographers. Sie besteht aus lokalen Musikergrößen wie Carl Newman oder John Collins. Case, die die Stadt nach ihrem Studium aus einwanderungsrechtlichen Gründen verlassen musste und nach Chicago zog, singt und spielt Tamburin für die Pornographers auf drei Alben. Bei Live-Konzerten wird sie seit 2005 zuweilen von Katryn Calder vertreten. 2004 kam Cases erstes Live-Album The Tigers Have Spoken auf den Markt. Auf diesem 30-minütigen Werk versammelt Neko Case Live-Versionen eigener bekannter Stücke, neue Titel sowie Cover-Versionen. Anfang März 2006 erschien ihr viertes offizielles Solo-Studio-Album Fox Confessor Brings The Flood in Deutschland. Grundthemen sind ein durchaus auch politische gemeinter Verlust von Vertrauen sowie Bezüge auf russische und ukrainische Volkssagen. Dieses Album stellte in den USA den endgültigen Durchbruch dar, da sie nicht nur in die Billboard-Charts einzog, sondern auch bei den namhaften US-Talkgrößen David Letterman, Jay Leno und Conan O’Brien auftreten konnte und dadurch einem breiten Publikum bekannt wurde. Unter anderem deswegen gelang es ihr im März 2009, mit ihrem Album Middle Cyclone auf dem für sie sensationellen Platz drei in den Billboard-Charts einzusteigen.

## Stil
Neko Cases Musikstil wird häufig dem Genre Alternative Country zugeordnet, obwohl sie selbst die Bezeichnung Country bevorzugt. Besonders das Album Blacklisted bedeutete musikalisch einen großen Schritt für Case. Spielte sie vorher mit ihrer eigenen Band (Neko Case & Her Boyfriends) Country mit vielen Rock-Elementen, ist der Grundton von Blacklisted viel düsterer. Musikalisch geprägt wurde dieses Album durch die Zusammenarbeit mit Giant Sand und Calexico. Zudem waren Musiker der kanadischen Band The Sadies, die Case auch auf dem Solo-Album The Tigers Have Spoken begleitet hatten, auf dem dritten Solo-Album von Case vertreten. Durch diese dunklen Töne in der Musik entwickelte sich Case mit ihrer unverwechselbaren Stimme einen eigenen Stil, den sie auf dem Studio-Nachfolger Fox Confessor Brings The Flood fortentwickelte. Sie selbst nennt die Musik Country Noir.
Neben der Arbeit an den Solo-Alben und mit ihren Bands hat Neko Case auch auf Alben von befreundeten Künstlern gesungen. So ist sie auf Cover Magazine von Giant Sand ebenso zu hören wie auf John Does Freedom Highway. Auch mit der Band Mekons bzw. Jon Langford hat sie bereits Songs eingespielt. Live stand sie neben ihrer eigenen Band und den Sadies auch mit Calexico auf der Bühne. Zunächst war die Besetzung klassisch mit Schlagzeug, Gitarre und Bass, danach trat sie an der Gitarre mit einem Musiker am Stand-Up-Bass sowie einem weiteren Gitarristen auf, der auch Steel-Guitar sowie weitere Saiteninstrumente spielte. Heute ist ein weiterer Gitarrist sowie ein Schlagzeuger wieder hinzugekommen. Case selbst spielt selbst meist viersaitige Gitarren.
Ihre Platten erschienen lange Zeit auf dem kleinen kanadischen Label Mint aus ihrer Wahlheimat Vancouver. In den USA brachte Bloodshot die Alben auf den Markt und in Europa (Furnance Room Lullaby und Blacklisted) Matador Records. Seit dem Live-Album The Tiges Have Spoken 2004 ist Case beim Epitaph-Sublabel ANTI-Records unter Vertrag, bei dem auch Tom Waits oder Nick Cave ihre Platten veröffentlichen.

## Diskografie
Maow
- 1995: I Ruv Me Too (7" EP; Twist Like This Records)
- 1996: Unforgiving Sounds of Maow (Mint Records)

Neko Case
- 1997: The Virginian (with Her Boyfriends) (Mint Records / Bloodshot Records)
- 2000: Furnace Room Lullaby (with Her Boyfriends) (Mint Records / Bloodshot Records)
- 2001: Canadian Amp (EP; Lady Pilot)
- 2002: Blacklisted (Mint Records / Bloodshot Records / Matador Records)
- 2004: The Tigers Have Spoken (Live-Album; Mint Records / Anti Records)
- 2006: Fox Confessor Brings the Flood (Mint Records / Anti Records)
- 2007: Live from Austin, TX (Live-Album; New West Records)
- 2009: Middle Cyclone (Anti Records)
- 2013: The Worse Things Get, the Harder I Fight, the Harder I Fight, the More I Love You
- 2018: Hell-On

Case/Lang/Veirs
- 2016: Case/Lang/Veirs mit k.d. lang & Laura Veirs (Anti Records)

The Corn Sisters
- 2000: The Other Women (Mint Records)

The New Pornographers
- 2000: Mass Romantic (Mint Records / Matador Records)
- 2003: Electric Version (Mint Records / Matador Records)
- 2005: Twin Cinema (Mint Records / Matador Records)
- 2007: Challengers (Matador Records)
- 2010: Together (Matador Records)

The Sadies
- 1998: Make Your Bed / Gunspeak / Little Sadie (7"; Bloodshot Records)

Andere Veröffentlichungen
- 2012: Nothing to Remember vom Soundtrack zum Film Die Tribute von Panem